# Coneixement tècnic pedagògic del contingut
El Coneixement Tècnic Pedagògic del Contingut (TPACK) és un model pedagògic que intenta identificar la naturalesa del coneixement requerit pels docents per a la integració tecnològica en el seu ensenyament. L’ús de la tecnologia de manera pedagògica requereix el desenvolupament del contingut pedagògic tecnològic (TPCK), una forma de coneixement que permet enllaçar tres elements: contingut, pedagogia i tecnologia.

## Definició

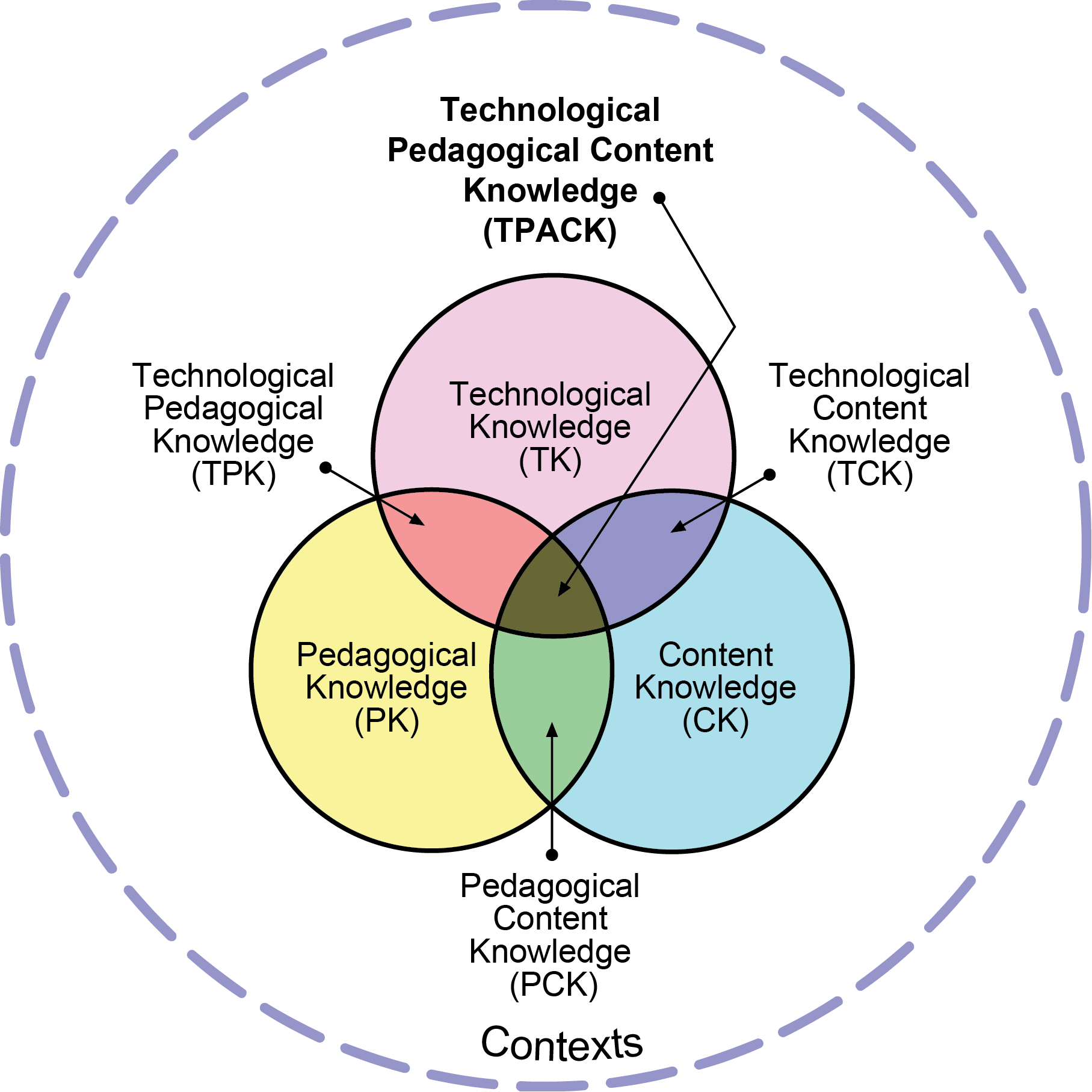

L’acrònim TPACK prové de les inicials en anglés de la metodologia Coneixement Tècnic Pedagògic del Contingut (en anglés Technologial Pedagogical Content Knowledge). Cal ressaltar que existeixen diverses accepcions per al mateix concepte. La traducció literal de l’anglés és Coneixement del Contingut Pedagògic Tecnològic. Per la seua part, el Departament d’Ensenyament de la Generalitat de Catalunya, a través de l’Àrea de Tecnologies per a l’Aprenentatge i el Coneixement, ho tradueix com Coneixement Tecnològic, Pedagògic, Disciplinar, baix l’acrònim (CTPD).

## Història
El 1986 Lee Shulman va escriure un article sobre el Coneixement Pedagògic del Contingut (PCK en anglès), un nou concepte que Punya Mishra i Matthew Koehler, professors de Michigan State University, van prendre com a punt de partida per construir el seu marc conceptual sobre el Coneixement Tècnic Pedagògic del Contingut, l'any 2006, afegint la tecnologia al concepte original de Shulman. Mishra i Koehler van dedicar cinc anys a diversos experiments que tenien com a objectiu entendre la naturalesa del coneixement que necessiten els docents per tal d'integrar la tecnologia en la docència, uns experiments que van donar com a resultat el seu marc TPCK. Anys més tard es va proposar anomenar-lo TPACK, ja que és un mot més fàcil de pronunciar.
El 2019 Mishra va ampliar el diagrama, incorporant el Coneixement Contextual (XK) en aquest marc conceptual. El coneixement contextual es refereix al coneixement que el docent té no només del seu centre escolar sinó també de les organitzacions relacionades, com les autoritats educatives.

## Estructura
L'estructura del model TPACK, d'acord amb Mishra y Koelher, està formada per tres formes de coneixement primàries relacionades entre sí:
1. Coneixement del contingut (CK). És el saber que el docent ha construït sobre la disciplina que ensenya. Inclou els conceptes, teories, idees i marcs organitzatius, així com pràctiques i enfocaments establerts per a desenvolupar el contingut.
2. Contingut pedagògic (PK). És el coneixement profund que tenen els docents sobre els processos i mètodes d'ensenyament-aprenentatge. Fa referència als coneixements sobre com aprenen els estudiants, estratègies de control de l'aula, planificació de classes i avaluació de l'estudiantat.
3. Coneixement tecnològic (TK). És el coneixement sobre les eines digitals de les que disposa el professorat.

En les interseccions d’aquests elements s'originen altres formes de coneixement específic que es tenen en compte:
- El coneixement pedagògic del contingut (PCK). És la forma en la qual el docent interpreta la disciplina, la representa, l'adapta i la confecciona d'acord amb els materials i els coneixements previs de l'estudiantat.
- El coneixement tecnològic del contingut (TCK). Fa referència a la forma en la qual la tecnologia i el contingut s'influencien i es limiten mútuament.

- El coneixement pedagògic tecnològic (TPK). Representa una manera de comprendre com l'ensenyament i l'aprenentatge poden canviar quan la tecnologia s'empra d'un forma determinada.

D'aquesta manera, la interrelació entre les tres formes de coneixement primàries i les seues interseccions donen lloc al model TPACK, tal com apunten Koehler i Mishra, encara que la situació ideal seria que els tres anells es solaparen totalment.

## Implantació
La primera fase d’aplicació del TPACK consisteix a identificar, per a una determinada lliçó, els components que conformen cadascuna de les tres formes bàsiques del coneixement, segons la metodologia TPACK:
- Contingut del coneixement (Content Knowledge CK): requereix identificar quins són els continguts de la lliçó i quins son els coneixements del docent sobre aquests continguts.
- Coneixement pedagògic (Pedagogical Knowdledge PK): requereix identificar quines són les estratègies metodològiques adequades per a un grup d’alumnes determinat.
- Coneixement tecnológic (Technological Knowledge TK): requereix identificar quines són les eines digitals de les que disposem i quins són els coneixements del docent sobre aquestes eines.

En una segona fase, s'analitza la intersecció de les formes primàries de coneixement i la manera en que es relacionen:
- Coneixement pedagògic del contingut (Pedagogical Content Knowledge PCK): requereix comprendre quina es la estratègia metodològica adequada per transmetre uns determinats continguts a un grup d’alumnes concret.
- Coneixement tecnològic del contingut (Technological Content Knowledge TCK): requereix analitzar com les eines digitals es relacionen amb els continguts, transformant-los o millorant-los, i de quina manera seran presentats als estudiants i com aquestos, a la vegada, podran interactuar amb els continguts.
- Coneixement pedagògic tecnològic (Technological Pedagogical Knowledge TPK): requereix planificar com les eines digitals seran el vehicle d’aprenentatge dels continguts i no la finalitat mateixa de l'aprenentatge.

La intersecció triple de les tres formes bàsiques del coneixement conformarà el centre del model TPACK, que serà a la vegada la confluència de les tres interseccions simples analitzades a la segona fase.

## Beneficis i desavantatges
Es considera que és un concepte intuitiu i fàcil de comunicar.  Koehler i Mishra afirmen que aquest marc teòric sobre la relació entre la docència i la tecnologia pot canviar tant la teoria com la pràctica de l'educació, la formació i el desenvolupament professional dels docents.
Un dels aspectes que s'ha criticat de TPACK és que resulta molt difícil mesurar-lo, ja que no és estable i tampoc està ben definit, la qual cosa fa que aquest marc conceptual no siga útil ni per als investigadors ni per als docents. També amb relació a les mesures, es considera que desenvolupar algun tipus d'instrument o metodologia per avaluar cadascun dels dominis descrits per aquest marc conceptual i que siga aplicable en diferents contextos és difícil.
Un altre aspecte que s'ha qüestionat és que Koehler i Mishra no distingeixen entre coneixements i habilitats dins del marc TPACK. S'han posat també en evidència les seues febleses pel que fa a la precisió i a la validesa heurística, a més de les seues limitacions per ajudar els investigadors a predir resultats o a revelar nou coneixement.